# Караяр (Караідельський район)
Карая́р (рос. Караяр, башк. Ҡараяр) — село (у минулому селище) у складі Караідельського району Башкортостану, Росія. Адміністративний центр Караярської сільської ради.
Населення — 751 особа (2010; 729 у 2002).
Національний склад:
- башкири — 94 %